# Christian Janentzky
Christian Janentzky (* 29. Januar 1886 in Rostock; † 27. August 1968 in Dresden) war ein Literaturwissenschaftler und Direktor der Bibliothek der TH Dresden. Sein Schwerpunkt lag auf der Literatur des 18. und frühen 19. Jahrhunderts, speziell auf der Mystik und zu Lavater.

## Leben
Nach dem Abitur an der Große Stadtschule Rostock studierte Janentzky 1904 bis 1909 Germanistik, Philosophie, Geschichte und Religionswissenschaften an der LMU München. Dort wurde er nach Promotion und Habilitation 1916 Privatdozent und ab 1920 außerordentlicher Professor für Neuere deutsche Literaturgeschichte. 1922 wurde er ordentlicher Professor an der Technischen Hochschule Dresden für Deutsche Sprache und Literatur. Gleichzeitig war er Lehrbeauftragter an der Tierärztlichen Hochschule und an der Akademie der Bildenden Künste Dresden. 1926 bis 1928 war er Vorsitzender in der Ortsgruppe Dresden der Goethe-Gesellschaft Weimar. Er unterzeichnete im November 1933 das Bekenntnis der deutschen Professoren zu Adolf Hitler. 1934 wurde er wegen seines Eintretens für die von den Nationalsozialisten verfolgten Professoren Paul Luchtenberg und Rainer Fetscher gemaßregelt. Die Emeritierung wurde aber wegen des wichtigen Faches Deutsch wieder zurückgenommen.
1946 bis 1952 hatte er wieder den Lehrstuhl für Deutsche Sprache und Literatur und war zeitweise Dekan der Abteilung für Kulturwissenschaften und kommissarischer Leiter des Historischen Seminars. Zusätzlich übernahm er im November 1945 kommissarisch die Leitung der Hochschulbibliothek. Die beim Luftangriff auf Dresden vollständig zerstörte Bibliothek war wieder aufzubauen. Janentzky erreichte, dass ihm sein entlassener Vorgänger Hans Hofmann und danach Helene Benndorf, seine spätere Nachfolgerin, zur Seite gestellt wurden. Am 30. November 1949 schied er als Bibliotheksdirektor aus dem Amt, während er als Hochschullehrer noch bis 1952 tätig war.
Janentzky starb 1968 mit 82 Jahren in Dresden. Er wurde auf dem Markusfriedhof im Stadtteil Pieschen beerdigt.

## Schriften
- G. A. Bürgers Ästhetik (= Forschungen zur neueren Literaturgeschichte, Bd. 37). Duncker, Berlin 1909 (Reprint: Gerstenberg, Hildesheim 1978).
- J. C. Lavaters Sturm und Drang im Zusammenhang seines religiösen Bewußtseins. Niemeyer, Halle/S. 1916.
- J. C. Lavaters magischer Glaube. In: Eduard Berend (Hrsg.): Abhandlungen zur deutschen Literaturgeschichte. Franz Muncker zum 60. Geburtstage. Beck, München 1916, S. 65–82.
- Mystik und Rationalismus. Duncker & Humblot, Leipzig/München 1922.
- Shakespeares Weltbild, das Tragische und Hamlet. In: Die Ernte. Abhandlungen zur Literaturwissenschaft, Jg. 1926, S. 241–263.
- Goethe und das Tragische. In: Logos, Bd. 16 (1927), S. 16–31.
- Kulturkrisen. In: Zeitwende, Bd. 3 (1927), 2. Hälfte, S. 385–397.
- Johann Caspar Lavater (= Die Schweiz im deutschen Geistesleben, Bd. 53). Huber, Frauenfeld 1928.
- Über Tragik, Komik und Humor. In: Jahrbuch des Freien Deutschen Hochstifts, Jg. 1936/40, S. 3–51.